# Ashton Gate Stadium
Ashton Gate Stadium (eller bare Ashton Gate) er et fodboldstadion i Bristol i England, der er hjemmebane for Championship-klubben Bristol City F.C. Stadionet har plads til 27.000 tilskuere, og alle pladser er siddepladser. Det blev indviet i 1887.